# Renn, wenn du kannst
Renn, wenn du kannst ist eine deutsche Tragikomödie von Dietrich Brüggemann. Der Film startete in Deutschland bei der Berlinale 2010 in der neunten Ausgabe der Perspektive deutsches Kino. Der deutsche Kinostart war am 29. Juli 2010.

## Handlung
Ben ist Student der Komparatistik und sitzt im Rollstuhl. Er lebt, betreut von Zivildienstleistenden und hin und wieder auch von seiner alleinerziehenden Mutter, in einer Duisburger Hochhauswohnung, von deren Balkon aus er mit dem Fernrohr Annika beobachtet, die auf dem Weg in die Musikhochschule mit dem Fahrrad vorbeikommt und dabei regelmäßig bei Rotlicht eine Kreuzung überquert. Als sie dabei fast mit Bens neuem Zivildienstleistenden Christian kollidiert, beginnt sich eine Dreiecksgeschichte zu entwickeln. Christian sucht Annika ohne das Wissen Bens in der Hochschule auf und vernachlässigt dabei seine Pflichten als Zivildienstleistender, Annika hingegen interessiert sich auch für Ben und ist entsetzt über dessen pessimistische Lebenseinstellung, kommt jedoch einerseits mit seiner körperlichen und seelischen Situation nicht immer zurecht und leidet andererseits selbst unter ihrem möglicherweise verfehlten Ausbildungsweg: Sie hat sich für ein Cellostudium entschieden, verpatzt aber jeden Auftritt durch ihre Blockaden.
Erst in einer Notlage, als ihre WG-Genossin und Mitstudentin während eines Konzertes feststellt, dass sie wegen einer Handverletzung ihr Solo nicht spielen kann, gelingt es Annika, für diese einzuspringen und ihre Hemmungen zu überwinden. Den Schnitt in der Hand hat die Freundin sich an den Splittern einer Fensterscheibe zugezogen, durch die die tollpatschige Annika eine Büste hatte fallen lassen; die ständigen Stürze dieser Büste sind ein Running Gag im ersten Teil des Films. Die Büste – ob sie nun Bach, Beethoven, Mozart, Schopenhauer oder Goethe darstellen soll, wird bis zum Schluss nicht geklärt – ist direkt auf Bens Auto gelandet, zusammen mit weiteren Scherben, von denen eine in Bens Oberschenkel steckengeblieben ist.
Dies gibt dem angehenden Medizinstudenten Christian die Gelegenheit, sein Können unter Beweis zu stellen, denn da Ben sich strikt weigert, einen Arzt aufzusuchen, muss der Zivildienstleistende die Wunde vernähen. Dabei stellt sich heraus, dass Christian ebenfalls mit seinem Berufswunsch auf dem falschen Weg zu sein scheint, da er den Anblick von Blut nicht ertragen kann. Während Annika nach ihrem Erfolgserlebnis beim Konzert beschließt, in Moskau bei einer antiautoritären Professorin weiterzustudieren und so doch noch Cellistin werden zu können, beginnt Christian sich durch gezielten Konsum von Horror- und Kriegsfilmen abzuhärten.
Während Annika und Christian durch Scherben und Blut auf den „richtigen Weg“ gebracht werden, spielt für Ben das Motiv des Wassers eine große Rolle. Es erscheint zunächst in einer Nebenepisode um einen Goldfisch, der aus einem zertrümmerten Glasbehältnis in einen aufgeschnittenen Tetra Pak umgesiedelt wird, dort später einen Partner und schließlich sogar Junge bekommt, taucht dann in Form von Filmen, die Ben konsumiert, wieder auf – darunter insbesondere ein von Kindern hergestellter einminütiger Trickfilm über ein verliebtes Paar, das aus den Gefahren der Tiefe gerettet wird, – und nimmt schließlich dramatische Formen an, als Ben sich in Selbstmordabsicht auf das Eis eines zugefrorenen Sees begibt und dort einbricht. Während die Rettungskräfte ihn zu reanimieren versuchen, steht er in einer Traumsequenz vor dem Himmelstor, wird aber nicht eingelassen, sondern erhält den Auftrag, erst noch etwas aus seinem Leben zu machen – wohingegen seine ehemalige Freundin das Tor durchschreiten darf. Annikas wiederholte Fragen nach dem Ursprung seiner Behinderung sind damit endlich beantwortet: Bei einem Autounfall vor sieben Jahren ist Bens Wagen in diesem See gelandet. Während Ben selbst vorher aus dem Fahrzeug geschleudert wurde, ist seine Freundin im Auto ertrunken.
Die eher klamaukartige Himmelstorszene soll offenbar Bens Trauma aufgelöst haben. Am Ende des Films erfährt man, dass er statt seiner eigenen Magisterarbeit, die er nach mehrfachen Fristverlängerungen doch noch fertiggestellt hatte, die dann aber aus dem Fenster geweht und zerstört wurde, eine aus dem Internet heruntergeladene fremde Arbeit eingereicht und dafür eine gute Note erhalten hat, und dass er vorhat, im Motorradbeiwagen seiner neuen Betreuerin Lisa eine Tour durch die Vereinigten Staaten zu unternehmen. Finanzieren will er sie durch gerichtliche Klagen, die er bei Verstößen gegen die Barrierefreiheit zu erheben gedenkt.

## Kritiken
Ekkehard Knörer bescheinigte Dietrich Brüggemann die Fähigkeit, zu verhindern, dass der Film berechenbar wird, hatte jedoch auch handfeste Einwände: „Leider hat er gelegentlich einen Einfall zu viel und schnappt gegen Ende dann über […] Der Film weiß mit seiner Geschichte nicht weiter, rettet sich ins Überambitionierte, nur um in letzter Minute […] noch einen formal etwas übermütigen Schlenker zu wagen.“ Das Werk ist laut Knörer „ein Film, der mehr will, als er kann. Am Ton, am Rhythmus, an den Dialogen und an der Musik stimmt aber was und das macht allemal neugierig auf Brüggemanns nächstes Projekt.“
Margret Köhler schrieb auf kino.de: „Ohne die Behindertenkarte zu sehr auszureizen, geht es auch um äußerliche Attraktivität als Verkaufswert, um die Erfüllung eines fast unmöglichen Traumes, die Ziellosigkeit einer Generation. […] Der Trumpf ist Robert Gwisdek […], der die emotionale Skala vom misanthropischen Humor bis zur größten Verzweiflung austariert, die Komplexität dieser Figur bis zur Grenze ausreizt und nicht eine Sekunde auf Mitleidseffekt setzt.“

„Vorzüglich gespielte, beschwingt inszenierte tragikomische Dreiecksgeschichte, die geschickt und ausgesprochen unterhaltsam eine Kaskade an Einfällen, Wendungen und treffsicheren Dialogen in Gang setzt und ganz nebenbei einfühlsam und ohne Larmoyanz Tabus, Freundschaft und Liebe verhandelt.“

## Auszeichnungen
- Festival des deutschen Films 2010: Publikumspreis für den Film sowie Filmkunstpreis für Hauptdarsteller Robert Gwisdek[6]
- Filmfest Emden-Norderney 2010: NDR Filmpreis für den Nachwuchs an Dietrich Brüggemann
- Filmkunstfest Mecklenburg-Vorpommern 2010: Nachwuchsförderpreis der DEFA-Stiftung und CineStar Award

## Hörfilm
Für diesen Film wurde auch eine Audiodeskription erstellt, die auf der DVD erschienen ist. Sie entstand im Auftrag von Arte, wurde durch die deutsche Hörfilm GGmbH produziert und 2011 für den deutschen Hörfilmpreis nominiert. Sprecherin der Bildbeschreibung ist Uta Maria Torp.